# Pyssysaari (ö i Kannonkoski, Vuosjärvi)
Pyssysaari är en ö i Kivijärvisjön i Finland. Den ligger i sjön Vuosjärvi och i kommunen Kannonkoski i den ekonomiska regionen  Saarijärvi-Viitasaari och landskapet Mellersta Finland, i den centrala delen av landet, 300 km norr om huvudstaden Helsingfors. Öns area är 1,4 hektar och dess största längd är 250 meter i öst-västlig riktning.